# Out of Rosenheim
Out of Rosenheim (conegut també com a Bagdad Cafe i Bagdad Café) és una pel·lícula alemanya de 1987, dirigida per Percy Adlon, i basada vagament en la novel·la de The Ballad of the Sad Café (1951) de Carson McCullers. És un drama còmic situat en una remota parada de camions i un motel al desert de Mojave (Califòrnia), i se centra en dues dones que s'han separat recentment dels seus marits i l'amistat que neix entre elles.
Durant la dècada del 1980 es va convertir en una pel·lícula de culte, i va fer de Marianne Sägebrecht una estrella internacional. Amb motiu del 30è aniversari de la seva estrena, Out of Rosenheim va ser restaurada a 4K sota la supervisió personal del director.

## Argument
Els turistes alemanys Jasmin Münchgstettner (Marianne Sägebrecht) i el seu marit, provinents de Rosenheim, es barallen mentre condueixen pel desert. Ella surt del cotxe enfadada i es dirigeix cap a l'aïllada parada de camions, gestionada per la dura i irritable Brenda (CCH Pounder), el marit de la qual, després d'una discussió allà davant, també marxarà aviat. Jasmin agafa una habitació al motel adjacent. Brenda, que en un principi es malfia de l'estrangera, acaba fent amistat amb ella i permetent-li treballar a la cafeteria.
Aquesta és freqüentada per un ventall de personatges pintorescs, entre ells un estrany ex-pintor de Hollywood (Jack Palance) i una glamurosa tatuadora (Christine Kaufmann). El fill de Brenda (Darron Flagg) interpreta preludis de Bach al piano. Amb la capacitat d'empatitzar discretament amb tots els que coneix a la cafeteria, i ajudada per una passió per la neteja i la realització de trucs de màgia, Jasmin transforma gradualment el cafè i totes les persones que en formen part.

## Personatges
- Marianne Sägebrecht: Jasmin Münchgstettner
- CCH Pounder: Brenda
- Jack Palance: Rudi Cox
- Christine Kaufmann: Debby
- Monica Calhoun: Phyllis
- Darron Flagg: Salomo, fill de Brenda
- George Aguilar: Cahuenga
- G. Smokey Campbell: Sal
- Hans Stadlbauer: Herr Münchgstettner
- Alan S. Craig: Eric
- Apesanahkwat: xèrif Arnie

## Banda sonora
La banda sonora, de 1988, conté la cançó «Calling You», de Jevetta Steele, que va estar nominada a l'Oscar a la millor cançó original, i també una versió cantada per Bob Telson, el compositor del tema. Les principals peces de piano, interpretades per Darron Flagg, són el preludi i fuga en do major, BWV 846 i el preludi i fuga en re major, BWV 850, del Llibre I d'El clavecí ben temprat, de Johann Sebastian Bach.
En la versió de 1990, amb només set temes musicals, s'hi inclou una pista final on el director narra la història, fins i tot les escenes no incloses en la pel·lícula.
Bagdad Cafe - Banda sonora original
- Jevetta Steele - «Calling You» (5:20)
- William Galison - «Blues-Harp» (0:56)
- Deininger Blasmusik - «Zwiefach» (2:28)
- Jearlyn Steele-Battle / Marianne Sägebrecht / Tommy Joe White - «Brenda, Brenda» (6:22)
- Darron Flagg - «C-Major Prelude From The Well Tempered Clavier» (2:33)
- Bob Telson - «Calliope» (0:56)
- Bob Telson - «Calling You» (5:18)
- Deininger Blasmusik - «Zwiefach» (1:35)
- Jevetta Steele - «Calling You» (0:56)
- William Galison - «Blues-Harp» (0:39)
- Unknown Artist - «Calling You (Instrumental)» (0:27)
- Darron Flagg - «C-Major Prelude From The Well Tempered Clavier» (2:33)
- Unknown Artist - «Brenda, Brenda (Instrumental)» (0:54)
- Bob Telson - «Calliope» (0:47)
- Unknown Artist - «Calling You (Instrumental)» (1:40)
- Bob Telson - «Calliope» (0:47)
- Unknown Artist - «Brenda, Brenda (Instrumental)» (0:24)
- Jevetta Steele - «Calling You» (0:30)
- Jearlyn Steele-Battle / Marianne Sägebrecht / Tommy Joe White - «Brenda, Brenda» (0:21)
- Bob Telson - «Calliope» (0:56)

## Producció
Idea original

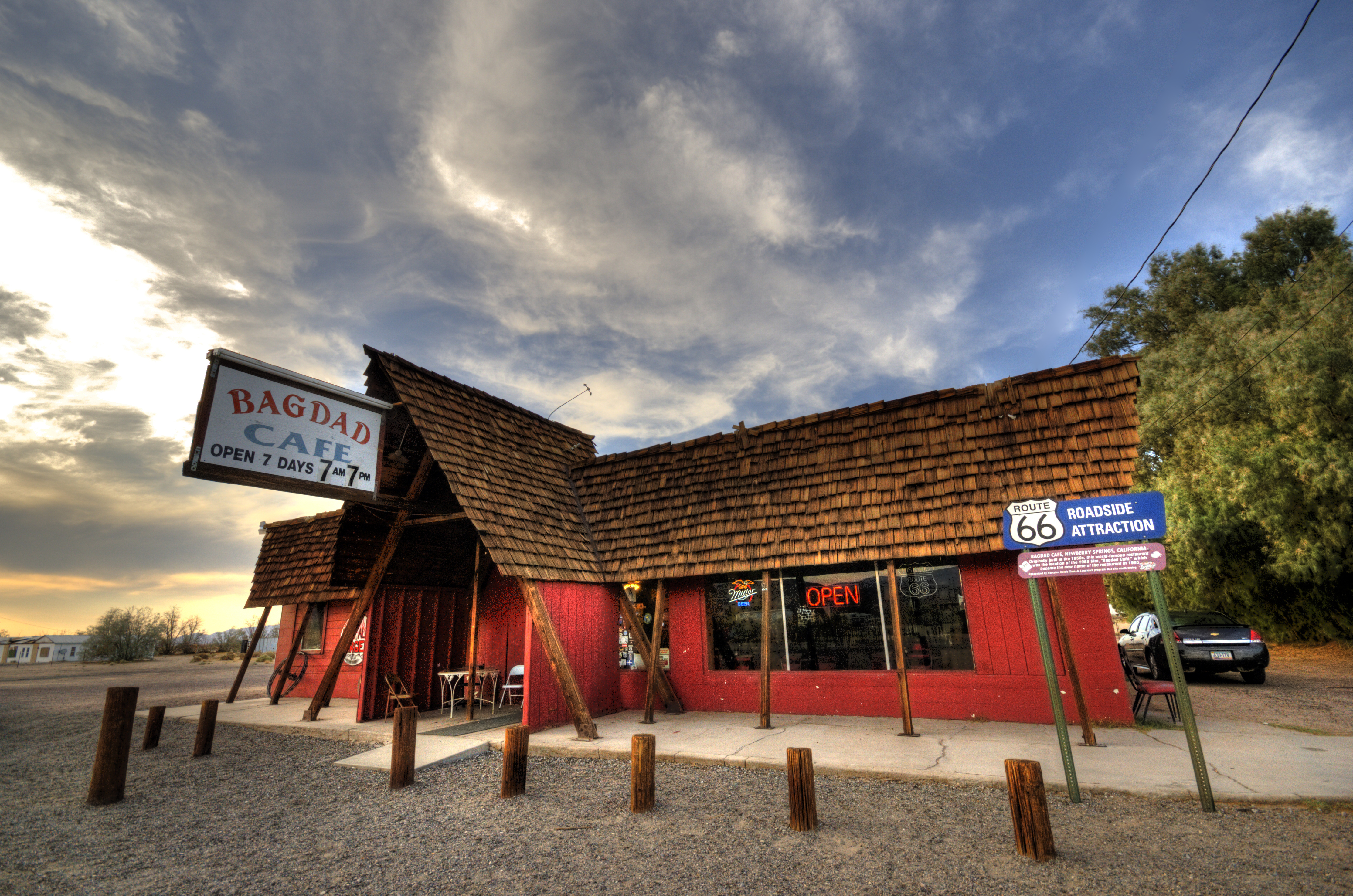
El Bagdad Cafe.

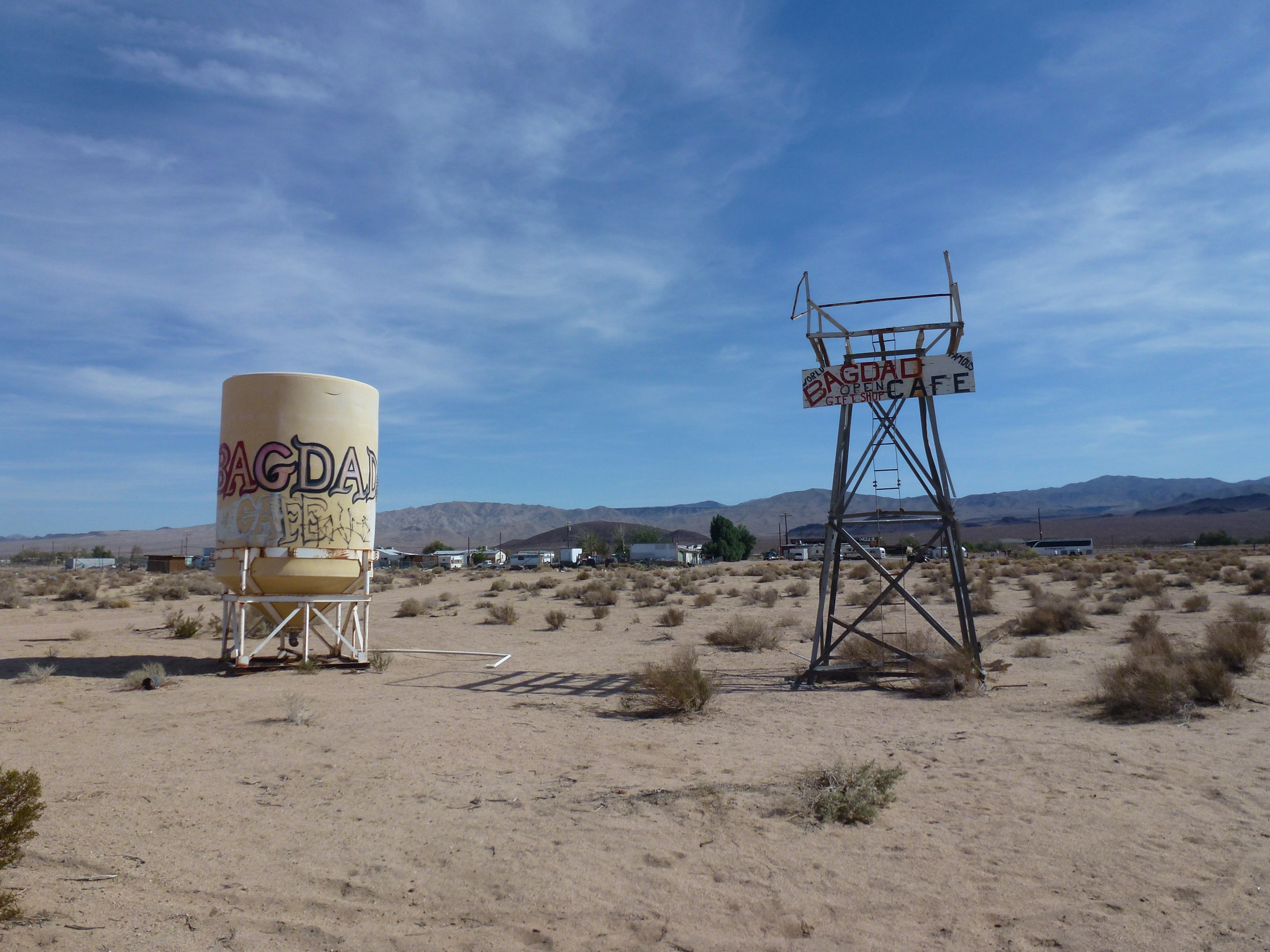
Exterior del Bagdad Cafe.

Durant unes vacances de nadal, mentre Eleonore i Percy Adlon estaven viatjant amb els seus fills pel desert a la Ruta 66, van veure unes estranyes llums al cel mentre conduïen cap a Barstow (Califòrnia). Aquest «mantell de rajos», que més tard van descobrir que provenien d'un projecte d'energia solar, els causaven uns miralls dirigits informàticament, que eren a la Terra. «Va ser molt màgic. Em cridava, dient "Això és una història"», recorda el director. Van fer-hi fotografies, i van donar voltes a la idea d'escriure una història per a l'actriu Marianne Sägebrecht, amb qui havien tingut èxit a Zuckerbaby: una faula sobre una turista bàvara que escapa del seu marit enmig del desert de Mojave. I van començar a fer broma imaginant que l'actriu alemanya es trobava amb Whoopi Goldberg, perque acabàven de veure El color púrpura. Llavors van veure el nom Bagdad en un mapa, i, en arribar-hi no hi havia res tret d'uns quants arbres i una gasolinera. «Les vam reunir sota les llums solars i vam crear el nostre propi Bagdad», va afirmar Adlon en una entrevista a The Guardian.
Producció
Adlon finança les seves pròpies pel·lícules, i va aconseguir dos milions de dòlars per poder filmar als Estats Units. Llavors va traslladar un petit equip alemany per a que treballéssin conjuntament amb l'equip estatunidenc i aprenguéssin els uns dels altres, i va fer anar fins allà el director de fotografia alemany Bernd Heinl. Aquest, Adlon i Eleonore van estar-se tres setmanes en el desert amb «un llapis, i paper i guió» imaginant exactament com rodarien cada escena «per tal de trobar un estil per a aquella ficció i decidir-ne els colors», segons va declarar Adlon en una entrevista al Chicago Tribune.
Fotografia
Segons el director, «el record del desert és groc, i la pròpia història envia calidesa, de manera que van simbolitzar-ho amb groc». Adlon i Heinl van aconseguir l'aspecte singular de la pel·lícula amb una sèrie de filtres, del groc al blau, i llums coberts amb gels grocs. «Vam desenvolupar aquesta tècnica subtilment, amb cura. Per això faig pel·lícules. Si no hagués fet els meus deures, simplement hagués improvisat i obtingut colors inapropiats (...) Una pel·lícula no és una còpia de la vida, és un "mirall" de la vida». Adlon veia la pel·lícula com una mena de conte de fades, i volia que el desert s'assemblés a la manera com ell se l'imaginava, que era una mica gris. «Volia que semblés una pintura de Salvador Dalí. Té els seus colors i els volia forts, com si vinguessin de dins i no de fora».
Localització
La pel·lícula va ser rodada a Newberry Springs (Califòrnia), en la Ruta 66, a uns 80 quilòmetres a l'oest de la ciutat fantasma de Bagdad (Califòrnia), enmig del desert de Mojave. L'establiment que apareix a la pel·lícula en aquell moment es deia Sidewinder Cafe, i posteriorment va ser reanomenat com Bagdad Cafe. L'indret s'ha convertit en una destinació turística, especialment entre els alemanys, i en un panell a la paret del cafè hi ha instantànies del repartiment i equip de la pel·lícula.

## Acollida

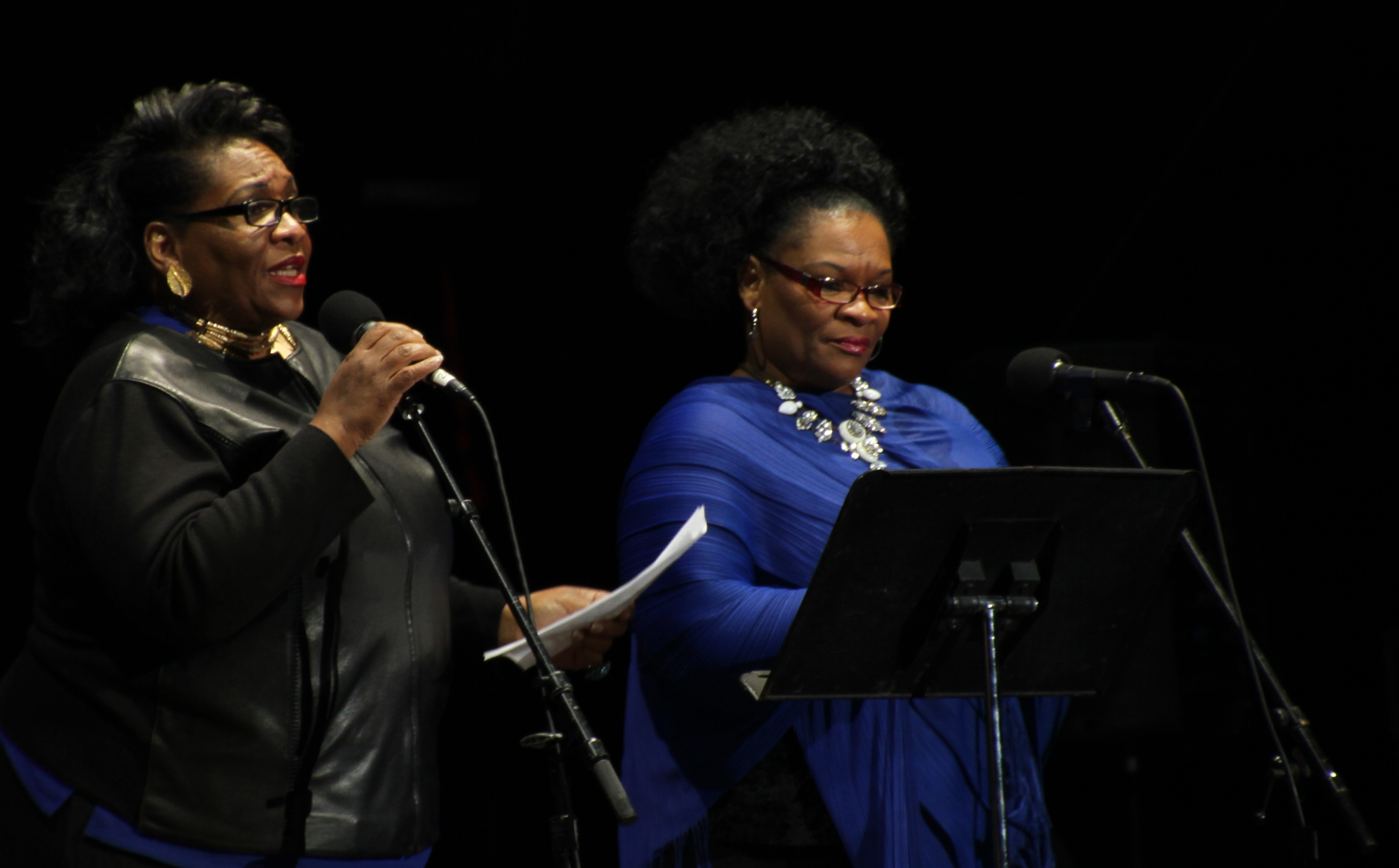
Jevetta Steele (dreta), intèrpret del tema principal.

La pel·lícula va obtenir bones crítiques, i a Rotten Tomatoes manté una aprovació del 89%. També va ser un èxit a les taquilles, on va recaptar 3'59 milions de dòlars als EUA.

### Guardons
Premis
- 1988: Deutscher Filmpreis d'or a la millor actriu protagonista per Marianne Sägebrecht[16][17]
- 1988: Deutscher Filmpreis de plata a la millor pel·lícula[17]
- 1988: Bayerischer Filmpreis al millor guió per Eleonore i Percy Adlon[2]
- 1988: Guldbagge a la millor pel·lícula en llengua estrangera[18]
- 1988: Premi Golden Space Needle al Festival Internacional de Cinema de Seattle[16]
- 1988: Premi Ernst Lubitsch per Percy Adlon[2]
- 1989: Premi Amanda a la millor pel·lícula estrangera per Percy Adlon[19]
- 1989: César a la millor pel·lícula estrangera per Percy Adlon[16][20]
- 1989: César a la millor pel·lícula de l'Europa comunitària per Percy Adlon[20]

Nominacions
- 1988: Deutscher Filmpreis d'or a la millor pel·lícula
- 1989: Oscar a la millor cançó original per Bob Telson, per la cançó «Calling You»[3]
- 1989: Independent Spirit a la millor pel·lícula estrangera per Percy Adlon[21]

## Adaptacions posteriors
L'any 1990 se'n va fer una sèrie de televisió amb el nom de Bagdad Cafe, protagonitzada per James Gammon, Whoopi Goldberg, Cleavon Little, i Jean Stapleton, en la qual aquesta darrera és la turista abandonada i Goldberg la que regenta el restaurant. En aquesta versió, la turista ja no és alemanya. La sèrie es va filmar el un format convencional de sitcom, davant d'un públic a l'estudi. La sèrie, però, no va atraure una gran audiència i es va cancel·lar després de dues temporades.
El 2002 Adlon i la seva dona Eleonore van fer-ne una versió musical, enllestint-ne el llibret en tres setmanes, i van Bob Telson, el compositor del tema principal de la pel·lícula, «Calling You», per a què s'encarregués de les lletres dels temes; com a resultat van obtenir quinze temes nous. Setze anys després de l'estrena al cinema, la pel·lícula va renéixer al teatre musical amb el títol de Bagdad Cafe, i es va estrenar a Barcelona durant el Fòrum de les Cultures el juliol de 2004, en anglès. L'obra era protagonitzada per Jevetta Steele (la intèrpret de la cançó) en el paper de Brenda, la dona afroamericana que regenta un cafè perdut al mig del desert, mentre que la mestressa de casa alemanya abandonada el va interpretar la soprano Melanie Vaughan. El repartiment el completaven John Margolis i Moeisha McGill, cinc músics en directe i una trentena d'actors i cantants, entre els quals hi havia l'actriu Antonia San Juan en el paper de tatuadora. Després de l'estrena a Barcelona Teatre Musical, el musical es va representar al Canadà, Itàlia, Israel, Japó i París (en francès).